# Balbagathis trispica
Balbagathis trispica är en tvåvingeart som beskrevs av Quate och Brown 2004. Balbagathis trispica ingår i släktet Balbagathis och familjen fjärilsmyggor.
Artens utbredningsområde är Venezuela. Inga underarter finns listade i Catalogue of Life.